# Rito d'amore (film 1989)
Rito d'amore è un film drammatico del 1989 diretto da Aldo Lado.

## Trama
La giovane Valerie è una ragazza molto determinata: vuole diventare attrice e partecipa a decine di provini, quasi sempre senza successo. Per vivere (condivide un appartamentino con l'amica Louise) accetta anche di posare nuda all'Istituto di Belle Arti, dove conosce Yuro, un giapponese introverso ed inquietante. Valerie, fidanzata con un musicista, si lascia lentamente coinvolgere dal fascino di Yuro, fino ad accettarne ogni condizione. I due finiscono per estraniarsi dal mondo e vivono uniti fisicamente e intellettualmente, in un rapporto ai limiti del patologico. Yuro, portando alle estreme conseguenze la sua filosofia di vita, finisce per uccidere la ragazza (che è consenziente) e a cibarsi delle sue carni: l'ultimo disperato rito d'amore per vivere sempre con lei.